# Raul Tavares
Raul Tavares (Rio de Janeiro, 8 de março de 1876 — Rio de Janeiro, 19 de fevereiro de 1953) foi um militar e político brasileiro.
Foi chefe do Estado Maior do Governo Provisório no governo Getúlio Vargas, de 6 de janeiro a 7 de maio de 1931.